# Cadastro Nacional de Museus
O Cadastro Nacional de Museus – CNM, instrumento da Política Nacional de Museus sob a responsabilidade da Coordenação-Geral de Sistemas de Informação Museal do Instituto Brasileiro de Museus - Ibram, foi criado em 2006 pelo então Departamento de Museus do Instituto do Patrimônio Histórico e Artístico Nacional - IPHAN com o objetivo de mapear e coletar informações sobre os museus brasileiros. Desde sua criação, o CNM já mapeou mais de 3.700 instituições museológicas no país. Baseado nas informações coletadas, produziu duas publicações relevantes: Museus em Números e Guia dos Museus Brasileiros.